# Tipula oreonympha
Tipula oreonympha är en tvåvingeart som beskrevs av Alexander 1929. Tipula oreonympha ingår i släktet Tipula och familjen storharkrankar. Inga underarter finns listade i Catalogue of Life.